# Viva Django
Série
Django le Bâtard (1969)
Pour plus de détails, voir Fiche technique et Distribution.
Viva Django (W Django!) est un film italien réalisé par Edoardo Mulargia, sorti en  1971.
Ce western spaghetti met notamment en vedette Anthony Steffen, Stelio Candelli, Glauco Onorato et Chris Avram.

## Synopsis
Avec l'aide de  Jeff, un voleur de chevaux , Django traque et tue un par un les hommes qui ont tué sa femme.

## Fiche technique
- Titre original : W Django!
- Titres français : Viva Django[1]
- Réalisation : Edoardo Mulargia
- Scénario : Nino Stresa
- Photographie : Marcello Masciocchi
- Montage : Cesare Bianchini
- Musique : Piero Umiliani
- Costumes : Giorgio Postiglione
- Producteur :  Salvator A. Crocella, Pino De Martino
- Société de production : 14 Luglio Cinematografica
- Pays d'origine :  Italie
- Langue : Italien, Hongrois
- Format : Couleur — 35 mm — 2,35:1 — Son : Mono
- Genre : Western spaghetti
- Durée : 95 minutes
- Dates de sortie : 
  - Italie : 29 septembre 1971
  - France : 6 septembre 1972[1]

## Distribution
- Anthony Steffen (VF : Jean Louis) : Django
- Stelio Candelli (VF : Michel Bardinet) Jeff
- Glauco Onorato : Carranza
- Cris Avram (VF : Jean Louis) : Gomez
- Esmeralda Barros : Lola
- Donato Castellaneta : Paco
- Simonetta Vitelli :  Ines
- Benito Stefanelli : Ibanez
- Riccardo Pizzuti : Thompson
- Furio Meniconi :  Le Shérif